# Монрабе
Монрабе́ (фр. Montrabé, окс. Monrabe) — коммуна во Франции, находится в регионе Юг — Пиренеи. Департамент — Верхняя Гаронна. Входит в состав кантона Тулуза-8. Округ коммуны — Тулуза.
Код INSEE коммуны — 31389.

## География
Коммуна расположена приблизительно в 590 км к югу от Парижа, в 8 км к северо-востоку от Тулузы.
На юге коммуны протекает река Сейон, а на севере — река Сос.

## Климат
Климат умеренно-океанический. Зима мягкая и снежная, весна характеризуется сильными дождями и грозами, лето сухое и жаркое, осень солнечная. Преобладают сильные юго-восточные и северо-западные ветры.

## Население
Население коммуны на 2010 год составляло 3585 человек.
| 1962 | 1968 | 1975 | 1982 | 1990 | 1999 | 2010 |
| ---- | ---- | ---- | ---- | ---- | ---- | ---- |
| 286  | 353  | 821  | 1740 | 2347 | 3202 | 3585 |

## Экономика
В 2010 году среди 2507 человек трудоспособного возраста (15—64 лет) 1816 были экономически активными, 691 — неактивными (показатель активности — 72,4 %, в 1999 году было 71,9 %). Из 1816 активных жителей работали 1732 человека (897 мужчин и 835 женщин), безработных было 84 (33 мужчины и 51 женщина). Среди 691 неактивных 308 человек были учениками или студентами, 262 — пенсионерами, 121 были неактивными по другим причинам.

## Достопримечательности
- Церковь Св. Марциала

## Фотогалерея

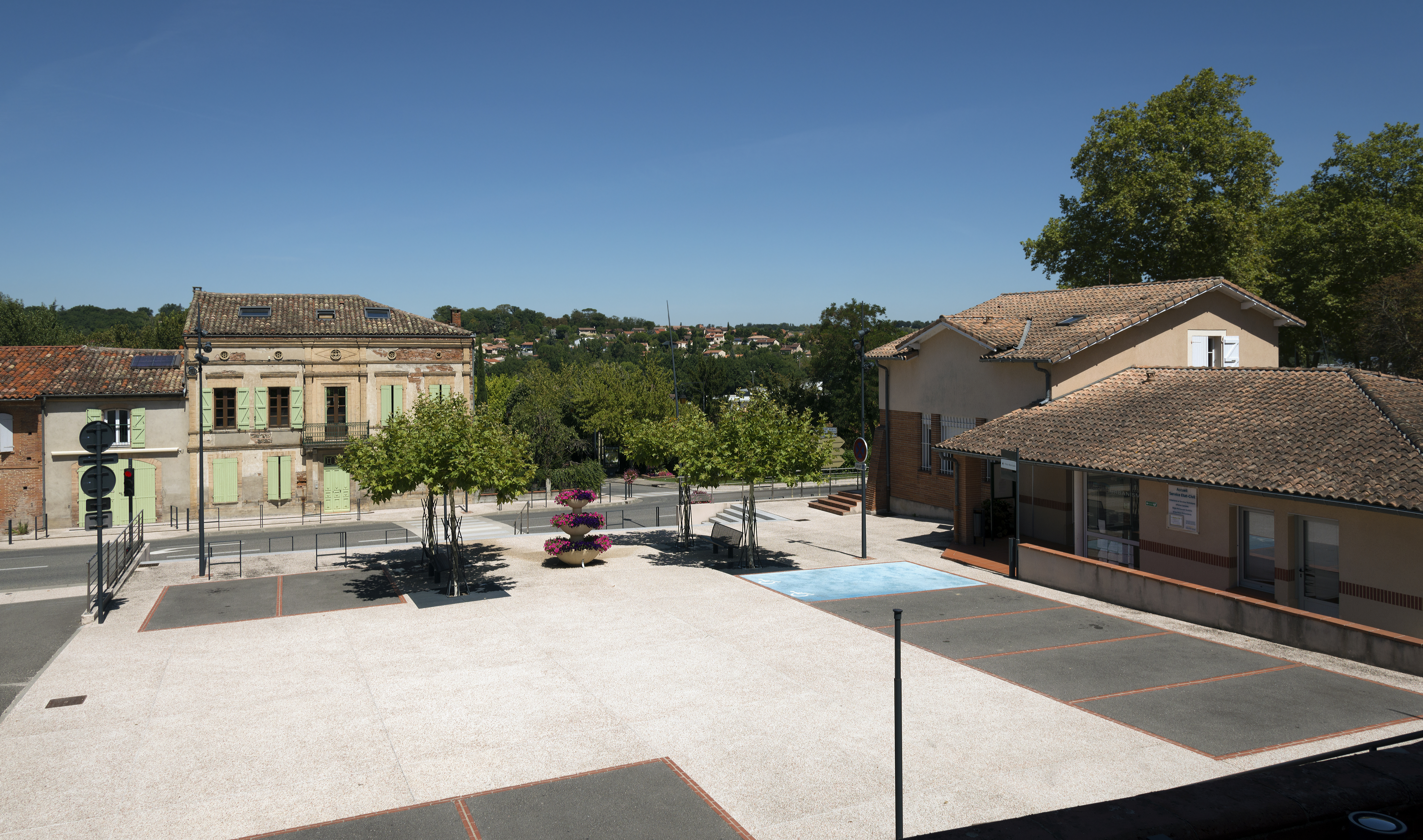
Площадь Франсуа Миттеррана
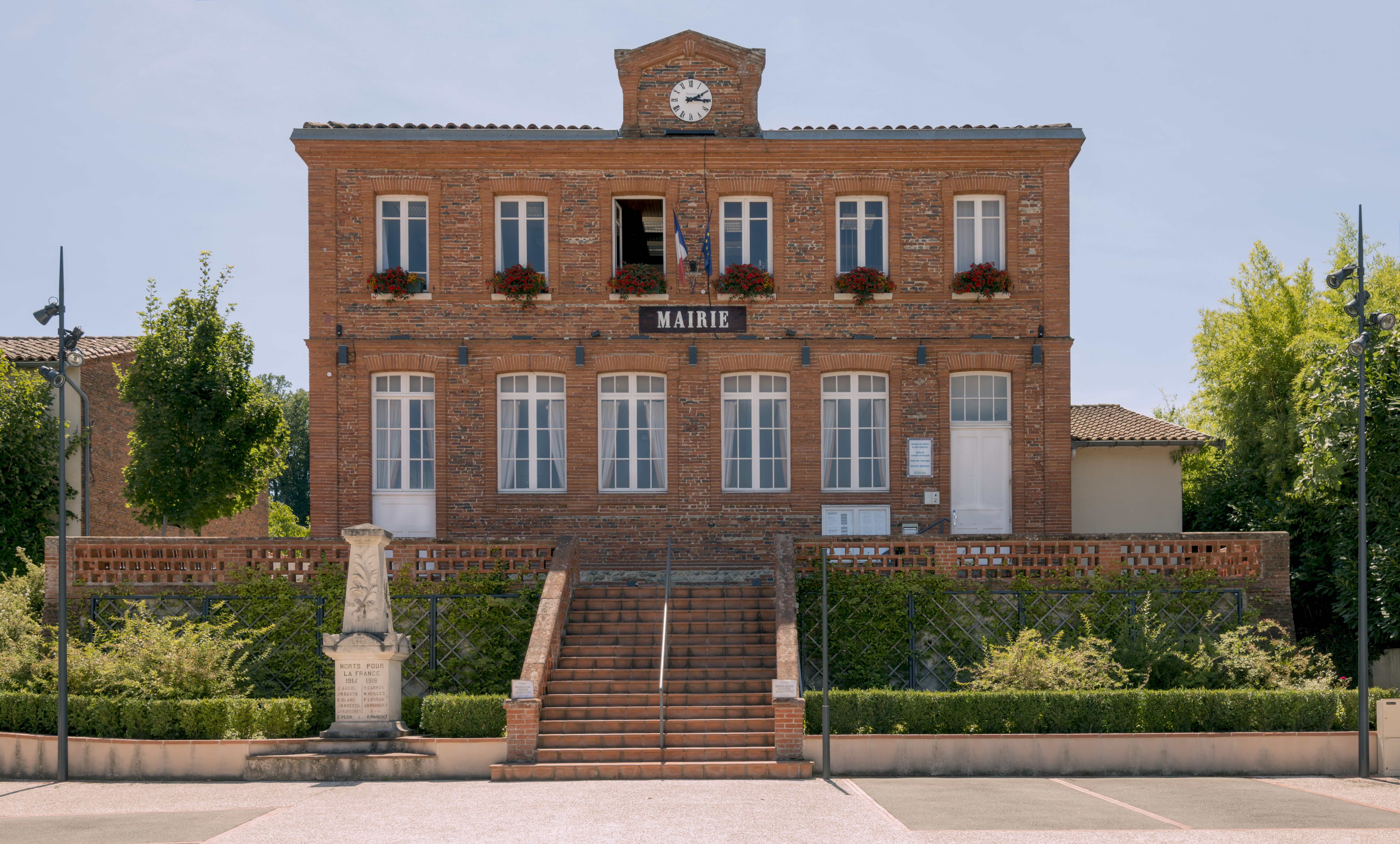
Мэрия
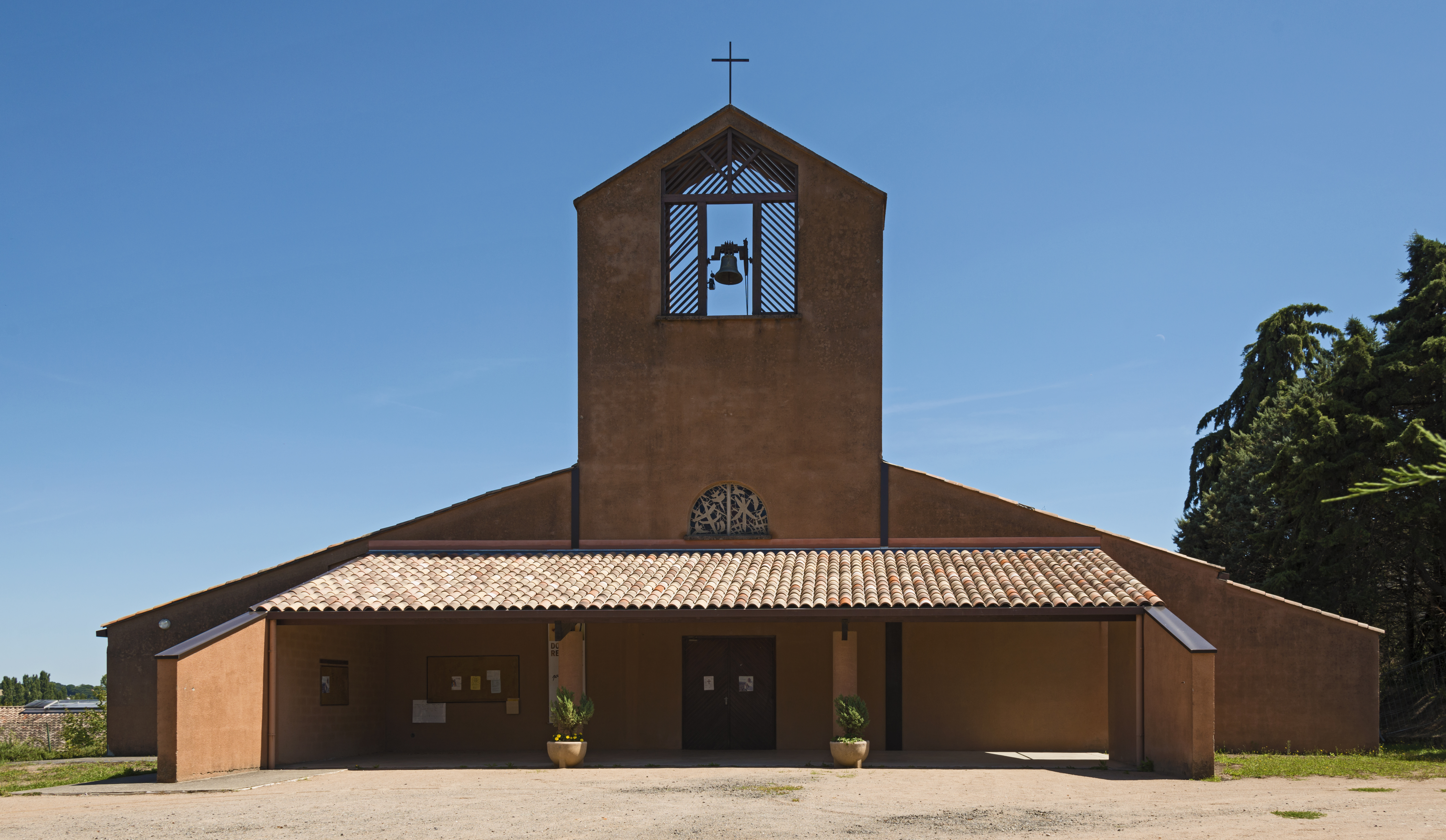
Церковь Св. Марциала
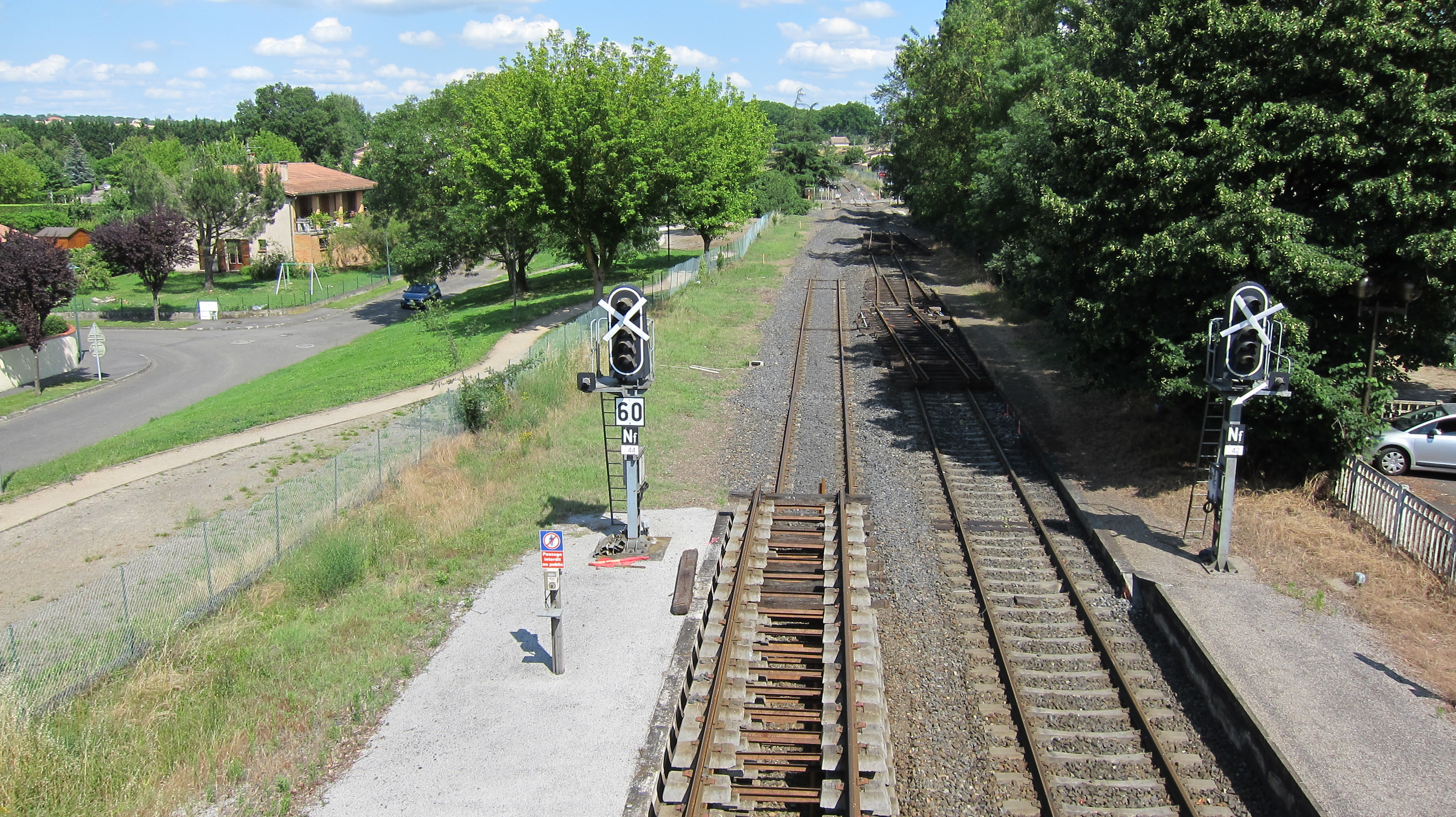
Вокзал Монрабе
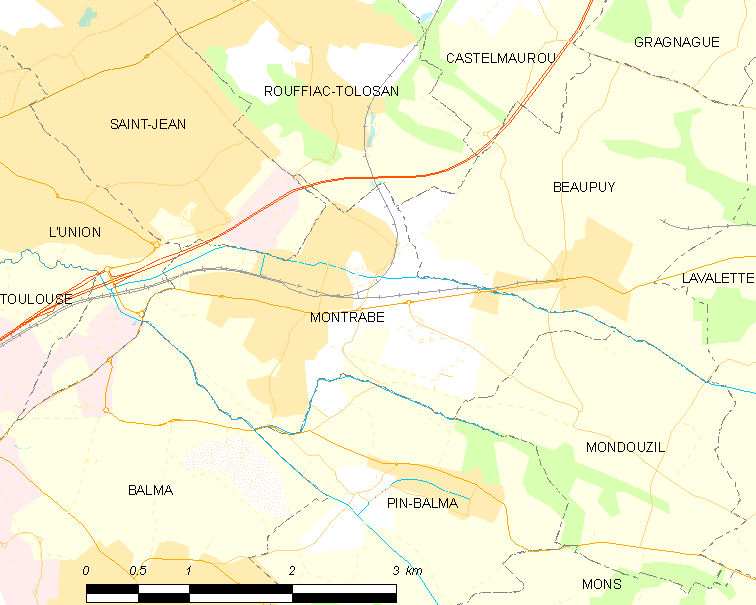
Карта коммуны